# Hyundai i10

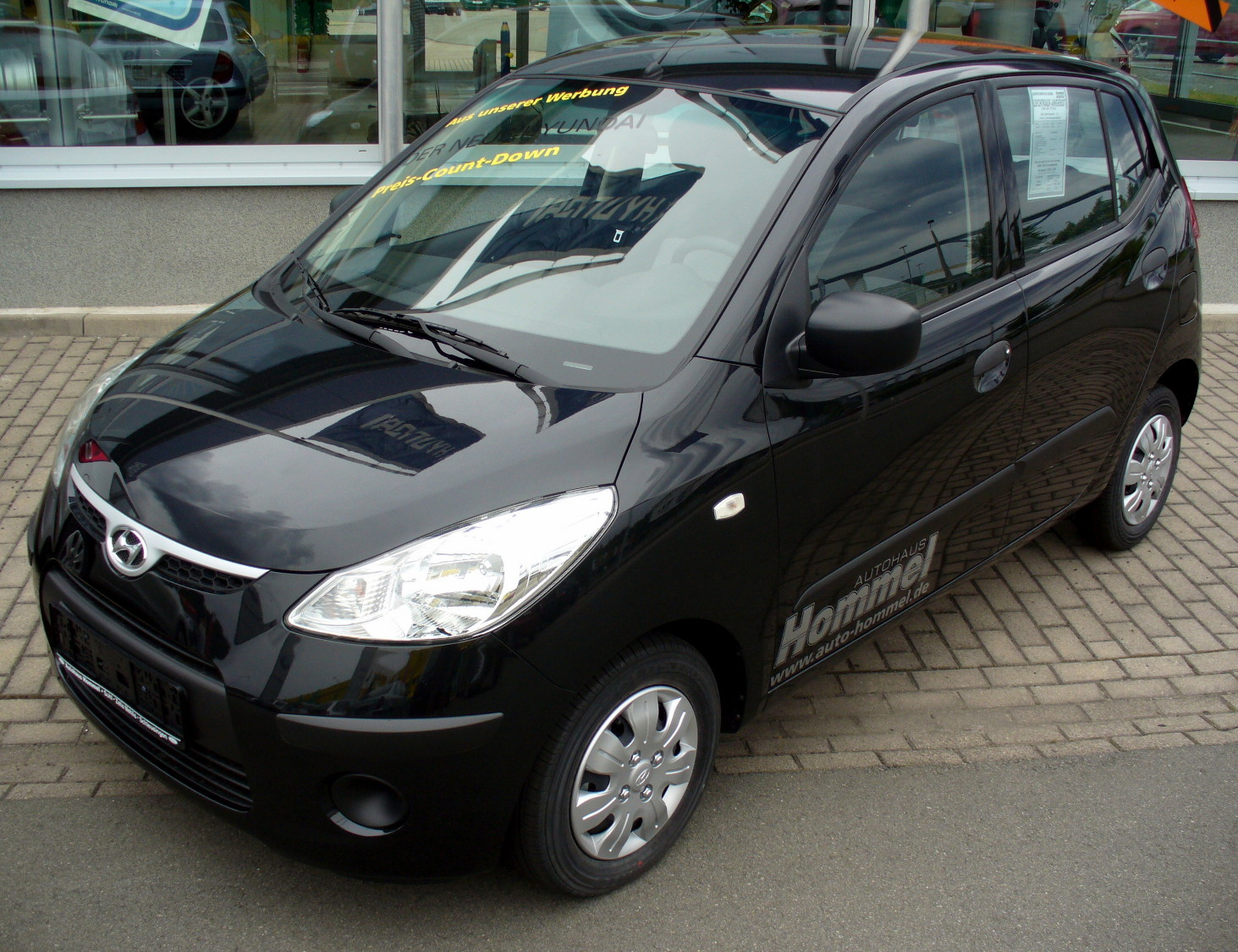
Hyundai i10 del 2008

El Hyundai i10 és un cotxe tipus city car (o segment A a Europa) fabricat per Hyundai Motor Company a la planta de Chennai, Índia i és exportat a 70 països. Va ser presentat el 31 d'octubre de 2007.
El i10 substitueix al veterà Hyundai Atos. Rivals d'aquest Hyundai són el Fiat Panda, KIA Picanto (al que comparteix xassís i motors) o Toyota Aigo entre d'altres.

## Informació general

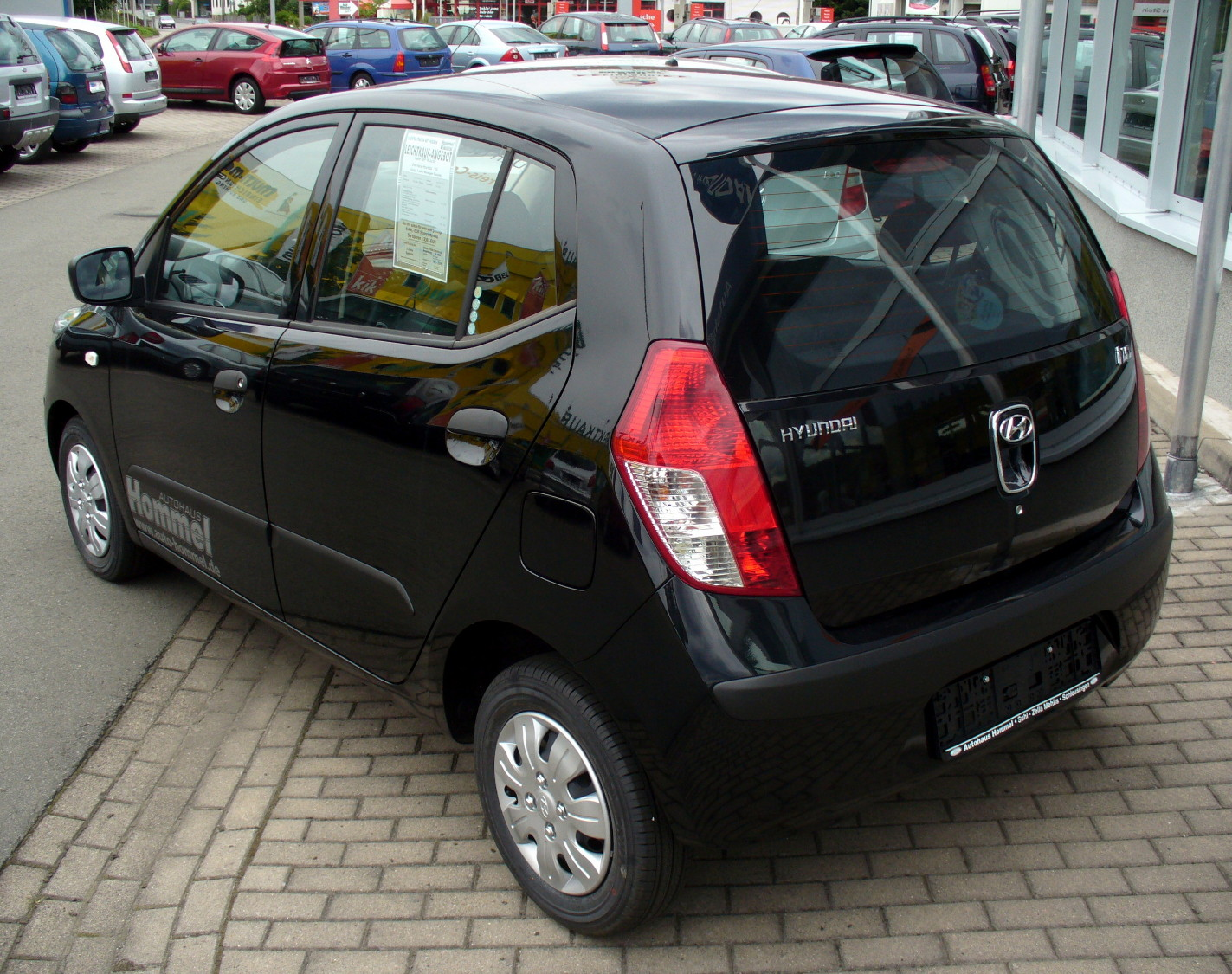
Part posterior d'un Hyundai i10 del 2008

És ofert únicament en carrosseria tipus hatch amb 5 portes i tracció davantera. La transmissió manual de 5 velocitats és la de sèrie, encara que en certs mercats podrà elegir-se una automàtica de 4 velocitats.
Mides del i10:
Batalla (Wheelbase): 2,380 m (93.7 in)
Llargada (Length): 3,565 m (140.4 in)
Amplada (Width): 1,595 m (62.8 in)
Alçada (Height): 1,550 m (61.0 in)
Capacitat del dipòsit: 35 l (9.3 galons EUA)
Mecànicament pot elegir-se en 2 motoritzacions, que varien segons en què mercat es ven. Totes són de benzina, encara que s'espera que més endavant s'afegeixi una turbodièsel.
- Motor 1.1 iRDE de 65 cv
- Motor 1.2 Kappa de 77 cv (Europa)
- Motor 1.2 Kappa de 80 cv
- Motor 1.1 CRDi turbodièsel de 75 cv

### Seguretat
L'Euro NCAP atorga 4 estrelles en protecció (adults i infants respectivament) i 3 estrelles en protecció al vianant al model Hyundai i10 1.1 GLS.